# لغات السامي
لغات السامي، وقد تسمى أحيانًا بإضافة ياء النسبة بـاللغات السامية هو اسم عام يُطلَق على مجموعة من اللغات الأورالية التي يَتحدثها شعب السامي في بعض الأجزاء الشمالية من دُول السويد والنرويج وفنلندا، بالإضافة إلى أقصى شمال غربي روسيا. كثيراً ما يُعتقد - خطأً - أن السامي هي لغة واحدة، لكنها مجموعة واسعة من اللغات، ويُشار إليها أحياناً أيضاً بـ«اللابية» (نسبة إلى منطقي لابي).

## التصنيف
لغات السامي هي فرع من عائلة اللغات الأورالية. وتُعد أقرب اللغات الأورالية إليها هي اللغات الفينية حسبَ التصوُّر المعتاد، لكن على الرُّغم من ذلك فإن البعض بدؤوا يُشككون حديثاً بمدى صحة هذا التصور، ويَستندون في ذلك إلى كون التصور القديم - الذي يَعتبر أن مجموعتي اللغات هاتين ذات أصل واحد - لا تُؤيده الحقائق العملية فعلياً كما كان يُعتقد سابقاً، وأن التشابهات بينهما قد تكون نابعة من تأثير اللغات الفينية في وقت ما في الماضي على لغات السامي.
وأما فيما يَخصُّ العلاقات بين لغات السامي نفسها فإنها تُقسم إلى مجموعتين أساستين، هما لغات السامي الشرقية والغربية. ويُمكن أن تقسم هاتان المجموعتان بعد ذلك إلى عدة مجموعات فرعية ولغات منفردة، وأحياناً يُمكن أن تشكل بعضها مجموعات لهجات، حيث تصل اللغات المتجاورة (المتقاربة جغرافياً) درجة معقولة من الفهم المتبادل، لكن مع ذلك فلن يَستطيع متحدثو مجموعتين متباعدتين جغرافياً - في مناطق تحدثهما - من لغات السامي فهمَ بعضهم البعض. لكن على الرُّغم من ذلك فتوجد بعض الحدود الوعرة بين بعض لغات السامي حيث لا يَستطيع الناس المُتقاربون جغرافياً فهم لغات بعضهم، وهذه الحُدود هي تحديداً بين لغات السامي الشمالية والسامي الإيناري والسامي سكولت. ويُوحي تطوُّر الحدود بين هذه اللغات بأن متحدثيها كانوا معزولين نسبياً عن بعضهم البعض في الماضي، وكانوا قليلاً ما يَحتكون فيما بينهم، لكن السَّبب وراء هذا الأمر ليس مفهوماً تماماً، حيث أن الحدود الجغرافية بين هذه اللغات ليست وعرة أكثر مما هي بين لغات السامي الأخرى.
وهذه قائمة بلغات السامي التسع الباقية والاثنتين المنقرضتين، مع أعداد متحدثي كل منها (ملاحظة: جميع الأرقام الواردة أدناه تقريبيَّة):
لغات السامي الغربية:
- السامي الشمالية (20,700).[4]
- لوله سامي (2,000).[5]
- السامي الجنوبية (600).[6]
- السامي أومي (20).[7]
- السامي بيتي (20).[8]

لغات السامي الشرقية:
- السامي الإيناري (400).[9]
- السامي كيمي (منقرضة).
- السامي سكولت (420).[10]
- السامي أكَّالا (منقرضة).
- السامي كلدن (500).[11]
- السامي تر (2).[12]